# Headhunted to Another World
Headhunted to Another World: From Salaryman to Big Four! (サラリーマンが異世界に行ったら四天王になった話|Sararīman ga Isekai ni Ittara Shitennō ni Natta Hanashi) è una serie manga giapponese scritta da Benigashira e illustrata da Muramitsu. Ha iniziato ad essere pubblicato sul sito web di manga Comic Gardo di Overlap nel dicembre 2019. Un adattamento per una serie televisiva anime prodotta da Geek Toys e CompTown sarà presentato in anteprima nel gennaio 2025.

## Personaggi

### Corte del Re dei Demoni
Dennosuke Uchimura (ウチムラデンノスケ?, Uchimura Dennosuke)
Doppiato da: Yūki Ono
Un impiegato giapponese che lavora sodo e con diligenza, ma che è stato costantemente trascurato dai suoi superiori nonostante i suoi successi sul campo. Investito da un'anziana motociclista distratta, viene improvvisamente evocato in un altro mondo dove un Re dei Demoni ha deciso di nominarlo uno dei suoi Quattro Generali Celesti (四天王, Shiten'nō) per radunare un esercito e conquistare il mondo. Come "Responsabile d'Oltreoceano", il Re dei Demoni gli ha assegnato un grado che rappresenta l'elemento dell'acqua. Ha un vero talento per analizzare una data situazione e determinare il modo migliore per negoziare i pericoli risultanti, il che gli conferisce un enorme vantaggio sugli abitanti del nuovo mondo, abituati a pensare in modo lineare. E come persona completamente non magica, è immune agli attacchi che colpiscono gli esseri dotati di mana, che costituiscono la maggior parte degli abitanti dell'altro mondo. In riconoscimento dei suoi servizi, il Re dei Demoni in seguito promuove Uchimura al grado di Generale Supremo dell'Armata Demoniaca.
Ulmandra (ウルマンダー?, Urumandā)
Doppiata da: Konomi Kohara
Una donna demone dai capelli rossi con un carattere molto irascibile, una dei quattro generali d'élite del Re dei demoni che porta il titolo di Assalitrice Infernale, rappresentante l'elemento del fuoco. In seguito si scopre che è una principessa dell'Impero di Kuryū fuggita nella nazione del Re dei demoni, di cui suo padre Mandra era un fedele alleato, finché il servitore Buzzan spodestò il suo signore dal trono impadronendosi della nazione per fare quello che gli pare. È una potente combattente corpo a corpo e può usare la sua magia innata per generare fuoco e ricoprire la sua pelle con un'armatura di drago e artigli affilati. All'inizio non è impressionata da Uchimura, considerandolo troppo debole per unirsi ai ranghi dei generali celesti. Ma dopo aver visto la sua abilità e pazienza nel negoziare alleanze vitali per il Re dei demoni (un settore in cui ha costantemente fallito a causa della sua scarsa pazienza), inizia gradualmente ad avere una cotta per lui.
Re dei demoni (魔王?, Maō)
Doppiato da: Akio Ōtsuka
Il nuovo datore di lavoro di Uchimara in un mondo fantasy, rimasto colpito dal suo curriculum lavorativo e dalle sue capacità organizzative, ha deciso di nominarlo uno dei suoi generali per stringere alleanze con le tribù umanoidi vicine e formare un esercito di demoni per conquistare il mondo.
Sylphid (シルフィード?, Shirufīdo)/Belinda (ベリンダ?, Berinda)
Doppiata da: Takanori Hoshino (costume), Yui Ishikawa ("Belinda")
Un'elfa ben dotata indossante gli occhiali, Sylphid è una dei Quattro Generali Celesti portante il titolo di Arcimaga delle Tempeste, associato all'elemento dell'aria, e specialista di magia del Re dei Demoni. È un ex membro della famiglia di mercanti Lordpent, che lasciò il suo clan dopo essere rimasta disgustata dalla loro avidità e corruzione. In pubblico, si nasconde abitualmente sotto un ingombrante scafandro di pelle e un cappuccio enorme a sei occhi, persino dai suoi colleghi Generali, nel tentativo di rimanere anonima ogni volta che vuole oziare. Quando è costretta a comparire, si spaccia per la sua assistente personale, Belinda. Dopo che Uchimura scopre il suo stratagemma, impara le basi della magia da lei per ordine del Re dei Demoni.
Data la difficoltà degli elfi a fare figli tra loro e ad incrociarsi con altre razze, Sylphid è per metà fata.
Genome (ゲーノーム?, Gēnōmu)
Doppiata da: Nene Hieda
Una ragazza gatto semiumana, una dei Quattro Generali Celesti e portatrice del titolo Fortezza di Roccia, associata all'elemento terra. È nata nell'Impero Sylvaniano, un regno settentrionale perennemente ghiacciato. Di solito nasconde la maggior parte dei suoi lineamenti sotto un cappotto invernale e una sciarpa che le copre la bocca e la frangia, lasciando visibile solo un occhio. Uchimura si guadagna il suo rispetto e affetto dopo aver usato i suoi talenti per ristrutturare l'organizzazione e la logistica dell'Esercito dei Demoni per respingere un'incursione di viverne destinata a nutrire il loro padrone, un drago gigantesco.
Orle (オルル?, Oruru)
Doppiata da: Chitose Morinaga
Un'orchessa figlia del capotribù Oghre. Più empatica del padre e consapevole dello stato di decadenza della sua tribù, vuole impedire il fallimento della successione del padre e la conseguente guerra civile. Dopo che Uchimura fa in modo che Orle negozi gli alleati in declino della tribù degli orchi per unirsi al Re dei Demoni, e facendo così capire a Oghre che deve cambiare le sue politiche, in seguito si unisce a Uchimura, per il quale ha una cotta, come sua aiutante personale e rappresentante del suo popolo nell'Esercito dei Demoni.
Neia (ネイア?)
Doppiata da: Ayami Tsukui
Una giovane elfa e un membro di basso rango del Clan Lordpent. Quando Uchimura e Sylphid decidono di indagare sulla corruzione all'interno della Gilda Commerciale perpetrata dal fratellastro di Sylphid, Viper, quest'ultimo invia Neia a Uchimura come talpa per impedirgli di trovare prove schiaccianti, usando la sua famiglia come ostaggi e brutali abusi fisici per farla cooperare. Tuttavia, Dennosuke si rende conto della sua situazione e, dopo averla liberata, Neia aiuta a smascherare Viper, facendolo espellere dalla Gilda e arrestarlo. In seguito, viene adottata nel team di Uchimura come tirocinante sotto la tutela di Orle. Durante la sua servitù forzata sotto Viper, ha acquisito la capacità di leggere le persone, rendendola in grado di discernere le loro intenzioni nascoste.
Uroar
Un coboldo e il capo delle divisioni semiumane dell'Esercito dei Demoni, un arciere veterano e rivale di Lilim. Mentre accompagna Uchimura a Kuryū per salvare Ulmandra, e lui e Lilim finiscono per combattere un mostro gigantesco, confessa di essere innamorato di lei.
Lilim
Una succube e leader delle divisioni demoniache dell'Esercito dei Demoni, nonché rivale di Uroar. Conosciuta anche come la Principessa dell'Assalto. Sebbene altezzosa con la maggior parte delle persone, rispetta profondamente Ulmandra.

### Mercanti
Butagarian (ブタガリアン?)
Doppiato da: Hidenobu Kiuchi
Un ricco mercante semiumano simile ad un maiale e stratega commerciale dotato di buone conoscenze nell'altro mondo. Mentre alcuni lo soprannominano Il Profeta per il suo successo, le sue pratiche commerciali feroci gli hanno anche fatto guadagnare il sinistro soprannome di Mercante di Morte, ma si rivela anche un premuroso uomo di famiglia con un gran numero di orfani di guerra adottati. Dopo che Uchimura apre un accordo commerciale con la Terra dell'Oro per le Pietre di Rosemarin, Butagarian fa rubare le Pietre dai suoi figli dal dominio del Re dei Demoni per venderle al Re della Furia senza sostenere le spese per la loro fabbricazione. Uchimura gli tende una trappola usando pietre finte, ma convince il Re della Furia a risparmiare il mercante perché è l'unico fornitore noto di un minerale molto raro di cui la Terra dell'Oro ha bisogno per le sue operazioni minerarie; un'azione che gli fa guadagnare il rispetto e la cooperazione di Butagarian.
Danni (ダニー?, Danī)
Una delle figlie adottive di Butagarian, un'elfa dai capelli neri che indossa una benda sull'occhio destro. Aiuta Uchimura quando viaggia nell'impero di Kuryū per salvare Ulmandra dalla prigionia.
Viper Lordpent (ヴァイパー・ロードペント?, Baipā Rōdopento)
Doppiato da:Kengo Kawanishi
Il fratellastro sadico, avido e astuto di Sylphid, per metà nāga. Diventa un ostacolo importante dopo che la promozione di Uchimura a Generale Supremo dell'Esercito dei Demoni lo spinge a migliorare il suo approvvigionamento, solo per scoprire che la Gilda Commerciale, di cui Viper ha preso il controllo, sta accumulando scorte di cibo per venderle sul mercato nero a prezzi maggiorati. Uchimura, tuttavia, lo rovina fornendo ai mercati pubblici una fonte di cibo alternativa, costringendo così i mercanti che hanno a che fare con Viper a rinunciare ai loro guadagni previsti. Questo, oltre alla rivelazione di Uchimura del suo brutale abuso della sua aiutante Neia, e al padre di Neia che sabota la linea di rifornimento di Viper in cambio della sicurezza di sua figlia, li spinge a eleggere un nuovo capo per la Gilda, e Viper viene arrestato per i suoi affari loschi. Tuttavia, poco dopo viene ucciso nella sua cella da Vahn durante la sua missione per rapire sua sorella Ulmandra per Buzzan, dopo che i suoi modi disonesti avevano attirato il disappunto dell'imperatore usurpatore.

### Regni e tribù semiumane
Talius (タリウス?, Tariusu)
Doppiato da: Takaya Kuroda
Il capo della tribù dei minotauri. Inizialmente pronto a stringere un'alleanza con il Re dei Demoni, la sua volontà iniziò a sgretolarsi quando gli alloggi offertigli non soddisfacevano i suoi requisiti e la sua incapacità di comunicare le sue volontà provocò un malinteso con Ulmandra, anch'ella facile all'ira. Tuttavia, dopo che Uchimura si rese conto del problema e vi pone rimedio, i negoziati si concludono con successo.
Ogre (オグレ?, Ogure)
Doppiato da: Tetsuo Komura
Il capo della tribù degli orchi, il cui coraggio e la cui forza, oltre alla potenza del suo esercito, lo rendono un serio concorrente del Re dei Demoni. Tuttavia, il suo ostinato rifiuto di mantenere alleanze importanti e la sua salute in declino - e il rifiuto di ritirarsi - stavano portando la tribù degli orchi e i loro alleati alla rovina. Uchimura sfrutta questo fatto reclutando le altre tribù umanoidi per l'Esercito dei Demoni, facendo sì che Ogre metta da parte il suo orgoglio e accetti quindi di unirsi anche lui al Re dei Demoni. In seguito manda sua figlia Orle come rappresentante presso l'Armata Demoniaca.
Vahne
Il primo principe di Kuryū, figlio di Mandra e fratello di Ulmandra. Artista marziale estremamente abile, diviene suo malgrado il braccio destro di Buzzan dopo che l'usurpatore prende in ostaggio sua madre. In seguito rapisce sua sorella dalla nazione del Re dei Demoni sotto il comando di Buzzan, ma manipola Uchimura perché accorra in suo aiuto per realizzareil suo piano di liberare la sua famiglia e deporre Buzzan. Aspettandosi di morire nel tentativo, viene salvato da Uchimura e, dopo la sconfitta di Buzzan, sale al trono dell'impero.
Mandra
L'anziano ex imperatore di Kuryū, un caro amico e alleato del Re dei Demoni, e padre di Ulmandra e Vahn. Viene avvelenato da Buzzan, uno dei suoi servi, e costretto all'esilio nei bassifondi della capitale, mentre Vahn diviene il braccio destro di Buzzan e Ulmandra fugge nella nazione del Re dei Demoni.
Buzzan
L'imperatore usurpatore di Kuryū. Un despota avido, contorto e sadico che vive solo per il proprio piacere, non si preoccupa della nazione e della sua gente. Ha la speciale capacità di percepire e controllare il suono, il che lo rende profondamente consapevole di tutto ciò che accade intorno a lui. Fa rapire Ulmandra e intende sposarla per vendicarsi dei nobili Kuryū privilegiati, in particolare della famiglia imperiale. Durante il suo matrimonio, tuttavia, viene attaccato da Uchimura e Vahn. Dopo che Uchimura sopravvive a un'immersione in un veleno che distrugge il mana, che non lo influenza a causa dell'essere un umano privo di magia, normalmente usato da Buzzan come suo metodo di esecuzione preferito, il tiranno, credendo scioccamente che abbiano scambiato il veleno con un falso, frantuma il contenitore che lo contiene, bagnandosi così con la sostanza e perdendo il suo potere.
Re della Furia (ランページ王?, Ranpēji-ō)
Doppiato da: Mitsuki Saiga
Il sovrano della Terra dell'Oro, una nazione ricca confinante con il dominio del Re dei Demoni, le cui entrate principali risiedono nelle sue ricche miniere d'oro. Nonostante la sua giovinezza e generosità, è famoso per il suo temperamento estremamente volubile, che rende la pena di morte il suo verdetto standard per chiunque lo tradisca. Uchimura viene inviato alla sua corte dal Re dei Demoni per aprire il commercio tra le due nazioni e conclude con successo un accordo commerciale per le Pietre di Rosemarin imbevute di magia per difendere il suo regno dalle incursioni di violente bestie magiche.

### Altri
Catastrofe
Il termine collettivo per un certo numero di mostri giganteschi che giacciono dormienti in vari punti isolati nell'altro mondo. Quando uno si sveglia e si scatena, la sua comparsa costituisce una crisi nazionale. Solo individui molto potenti, come il Re dei Demoni, possono combattere un simile mostro faccia a faccia senza l'aiuto di armi speciali. Tra questi mostri figurano:
- Georgios, con la forma di un rospo gigante con la pelle pietrosa
- Hydor, un'idra marina gigante a nove teste
- Prometheus, il signore dei dragoni che attaccò il Regno dei Demoni e distrutto dal Re in persona
- Anemos, una creatura simile a Cthulhu che attacca il regno di Kuryū

Proprietario dell'Izakaya (居酒屋の大将?, Izakaya no Taisho)
Doppiato da: Naoya Nosaka
Personaggio esclusivo dell'anime, quest'uomo anziano è il proprietario di un piccolo ristorante giapponese chiamato Izakaya, e apparentemente il ritrovo preferito di Uchimura per rilassarsi prima del suo trasferimento nel mondo del Re dei Demoni. Una volta al servizio del suo nuovo datore di lavoro, a Uchimura piace ripensare a questo posto quando si imbatte in un problema arduo da risolvere, e alla fine di ogni episodio dell'anime il proprietario viene visto dispensare frammenti della sua saggezza personale.

## Media

### Manga
Scritto da Benigashira e illustrato da Muramitsu, Headhunted to Another World: From Salaryman to Big Four! ha iniziato ad essere pubblicato sul sito web di manga Comic Gardo di Overlap il 27 dicembre 2019. I suoi capitoli sono stati raccolti in dieci volumi tankōbon a partire da dicembre 2024. La serie è stata concessa in licenza in lingua inglese da Seven Seas Entertainment.

### Anime
L'adattamento della serie televisiva anime è stato annunciato durante il quarto live streaming per l'evento "10th Anniversary Memorial Overlap Bunko All-Star Assemble Special" il 21 luglio 2024. È prodotto da Geek Toys e CompTown e diretto da Michio Fukuda, con Hiroko Fukuda che si occupa della composizione della serie, Seung-Deok Kim come assistente alla regia, Ayumi Nishibata che disegna i personaggi e Takafumi Wada che compone la musica. La serie dovrebbe debuttare il 6 gennaio 2025 su Tokyo MX e BS11. La sigla di apertura è "Isekai Kyōsōkyoku" (異世界協奏曲, Alternate World Concerto), eseguita da Kentarō Seino, mentre la sigla finale è "Tsuyo Girlfriend" (ツヨガールフレンド, Strong Girlfriend), eseguita da Otonari. Crunchyroll trasmetterà la serie in streaming. Medialink ha concesso in licenza la serie nel sud, sud-est asiatico e Oceania (eccetto Australia e Nuova Zelanda) per lo streaming sul canale YouTube di Ani-One Asia.

#### Episodi
| Nº | Titolo italiano Giapponese 「Kanji」 - Rōmaji | In onda          | In onda |
| Nº | Titolo italiano Giapponese 「Kanji」 - Rōmaji | Giapponese       |         |
| 1  | Come passare una prova d'assunzione in un altro mondo 「異世界入社試験に受かるコツ」 - Isekai Nyūsha Shiken ni Ukaru Kotsu | 6 gennaio 2025   |         |
| 1  | Dennosuke Uchimura è un normale impiegato che, dopo la sua assunzione in un'azienda, lavora alacremente, venendo però costantemente trascurato dai suoi superiori e sbeffeggiato dai colleghi. Ad un certo punto i capi decidono di trasferirlo all'estero in una filiale dove gli mancava tutto l'essenziale. Pur riuscendo a risolvere il guaio, i dirigenti intendono trasferirlo un'altra volta. Sul punto di arrendersi, è stato convocato in un altro mondo dal Re dei Demoni. Come primo compito per dimostrare che un umano può far parte dell'esercito del Re dei Demoni, Dennosuke viene incaricato di negoziare con il leader dei Minotauri, Lord Tarius, le cui precedenti trattative con il membro dei Quattro Generali Ulmandra erano fallite a più riprese. Dennosuke si convince che avrebbe fallito questo compito poiché il capo dei Minotauri è molto intimidatorio, ma dopo aver ripensato a una precedente trattativa simile con dei clienti stranieri, Dennosuke è in grado di capire che era tutto causato da un'incomprensione fra Lord Tarius e Ulmandra, e dopo una notte di chiacchiere e apprendimento di alcune nozioni di base sulla cultura dei Minotauri, Dennosuke è in grado di ultimare le trattative e far sì che le forze del Re dei Demoni acquisiscano dei nuovi alleati. Il Re dei Demoni gli consegna così un braccialetto che simboleggia la sua accettazione come membro dei Quattro Generali. |                  |         |
| 2  | Tecniche di negoziazione per adescare un ostinato capotribù 「石頭な族長を虜にする交渉術」 - Ishiatamana Zokuchō o Toriko ni suru Kōshō-jutsu | 13 gennaio 2025  |         |
| 2  | Mentre cerca di abituarsi al nuovo mondo in cui si trova, Dennosuke Uchimura tenta di fare conoscenza coi suoi restanti due colleghi Generali, avendo già familiarizzato con Ulmandra, ma quando tenta di farsi ricevere da Sylphid viene subito respinto dalla sua assistente Belinda. Poco dopo viene convocato dal Re dei demoni per negoziare l'annessione della potente tribù degli Orchi all'Armata Demoniaca. Prima di partire chiede qualche consiglio a Genome, essendo la donna a capo delle forze semiumane. Accompagnato da Ulmandra, riesce a farsi ricevere da Oghre, il capo, che però insulta pesantemente il Re dei demoni chiedendo la sua testa, portando Dennosuke a "chiedere tempo per pensarci", avendo capito che l'orco stava cercando di annullare i negoziati facendoli arrabbiare per poi incolparli del fallimento delle trattative. Subito lui e Ulmandra vengono avvicinati da Orle, la figlia del capo, che chiede loro di spodestare il padre, o la loro tribù non avrebbe avuto alcun futuro. Nonostante le apparenze, infatti, gli orchi sono ormai così indigenti da non riuscire più a sfamarsi come prima, ma Oghre, pur essendo egli stesso gravemente malato, rifiuta ogni aiuto spinto dall'orgoglio. Uchimura, avendo già capito del mare di problemi in cui sono sommersi gli orchi, rimprovera Orle di aver dato troppe informazioni sullo stato della sua gente e di suo padre, poiché questo li danneggerebbe ulteriormente. La giovane orchessa è così colpita dalle sue parole da chiedere all'umano di sposarla. Per spingere l'ostinato capo a trattare, Dennosuke, Ulmandra e Orle viaggiano di tribù in tribù per annettere tutti i suoi alleati, facendolo apparire debole. Pochi giorni dopo, infatti, è lo stesso Ohgrey a chiamarli per negoziare. Uchimura propone un'alleanza, al posto di un'annessione, così da permettere a Ohgrey di mantenere il suo orgoglio, mentre l'Armata Demoniaca guadagna comunque nuovi soldati. In seguito Orle viene spedita al quartier generale dell'Armata come inviata, diventando anche l'assistente di Dennosuke (con somma irritazione di Ulmandra). |                  |         |
| 3  | Ora capisco! Comunicare tra Generali Celesti 「てれでわかった! 四天王コミユニケーシヨン」 - Tere de Wakatta! Shiten'nō Komiyunikēshiyon | 20 gennaio 2025  |         |
| 3  | Sebbene soddisfatto del suo nuovo lavoro, Uchimura scopre che l'esercito dei demoni è ancora carente di settori vitali, comprese le provviste. Mentre Ulmandra lo porta a caccia di cibo e abbatte un cinghiale gigante, una volta arrivati ad un villaggio di semi-umani offre la preda agli abitanti, ma la sua preparazione della carne si rivela inadeguata, e così Uchimura deve ricorrere alle sue tecniche culinarie per renderla più appetibile. Riesce anche a imparare di più sulle differenze tra demoni e semi-umani, ma offende accidentalmente Ulmandra per il suo abbigliamento leggero, così la demonessa lo lascia al villaggio. Una volta tornato al castello del Signore dei Demoni, questi lo rimprovera per la sua leggerezza, portandolo a capire quanto deve ancora imparare sulla gente di questo mondo. Nel frattempo, Ulmandra si lamenta con Orle del fatto che Uchimura non sembra trovarla attraente (vero motivo della sua arrabbiatura), e alla fine entrambi finiscono per scusarsi per non essersi capiti adeguatamente. Per i suoi sforzi nell'aumentare il suo esercito, il Signore dei Demoni premia Uchimura con una pietra magica. Quest'ultimo si rifiuta di prendersi il merito solo per sé, offrendo la pietra magica a Ulmandra, facendole così inconsapevolmente (e con grande disappunto di quest'ultima) una proposta di matrimonio di fronte a tutti i capitribù presenti. Intanto Belinda, la schiva aiutante di Sylphid, osserva l'ex-impiegato con un certo interesse. |                  |         |
| 4  | Si può innovare anche nella magia! | 27 gennaio 2025  |         |
| 4  | Il Re dei Demoni assegna a Uchimura di studiare più approfonditamente le differenze tra demoni e semi-umani, in particolare sull'argomento dell'uso della magia, e lo incarica di consultarsi con il suo collega Sylphid. La porta dell'ufficio di Sylphid viene aperta dalla sua assistente Belinda, ma Uchimura capisce subito che è la vera Sylphid (non essendo presente alcuna Belinda nell'organigramma dell'Armata e per essere stato preavvertito dal Re circa le abitudini dell'Arcimago delle Tempeste di nascondersi dai suoi doveri). Ella spiega di aver ideato degli oggetti magici raffinati usando pietre magiche imbevute di innumerevoli incantesimi, ma troppo costosi per essere prodotti in serie. Uchimura quindi ha l'idea di caricare le pietre con un solo incantesimo, rendendole così più convenienti. Dopo aver trascinato Uchimura a lavorare tutta la notte, Sylphid sintetizza il prodotto finale, una pietra che chiama Rosemarin, proprio quando un'orda di uccelli orma invade le terre del Re dei Demoni. Sylphid fa testare a Uchimura una di queste nuove pietre sugli uccelli, che però si sovraccarica rapidamente quando viene utilizzata per effettuare attacchi ad alta potenza. Di conseguenza, Uchimura ne usa altre per erigere delle barriere anti-mostri, sfruttando così poca potenza, con un successo maggiore. Inoltre Sylphid si apre un po' con Uchimura su sè stessa, migliorando così la loro relazione. |                  |         |
| 5  | Come godersi una passeggiata al mercato in un altro mondo 「異世界一楽しい市場の歩き方」 - Isekaiichi Tanoshī Ichiba no Arukikata | 3 febbraio 2025  |         |
| 5  | Durante il Rūya, una festa locale, Uchimura visita il mercato pubblico nella capitale del Re dei Demoni per sondare l'economia locale e escogitare modi per migliorarla, con grande disappunto di Ulmandra (che sperava invece in un appuntamento). Nota che i prezzi del cibo sono stati notevolmente gonfiati e determina che il grossista che distribuisce i prodotti degli agricoltori ai venditori deve far salire i prezzi per il proprio profitto. Poi due fornai disperati si rivolgono a lui chiedendogli di aiutarli a vendere un dolce tradizionale chiamato chimozu, la cui popolarità è diminuita nel tempo, mettendo a repentaglio la loro attività. Utilizzando la storia di fondo della festa e adattando il chimozu a una nuova base di clienti più giovani, Uchimura rivitalizza le vendite dei fornai. Durante la sua indagine, viene anche a sapere di un mercante senza scrupoli di nome Butagarian e di una ricca nazione vicina chiamata Terra dell'Oro, e suggerisce al Re dei Demoni di espandere il commercio aprendo un accordo commerciale con quella nazione. Il Re accetta e offre le Pietre di Rosemarin in cambio, poiché è il personale dotato a mantenere in vita i progressi, non i progressi già ottenuti in sé. |                  |         |
| 6  | L'arte di manipolare le persone 「人を動かす管理術」 - Hito o Ugokasu Kanri-Jutsu | 10 febbraio 2025 |         |
| 6  | Uchimura si reca nella Terra dell'Oro e riceve un'udienza dal Re della Furia. Dopo aver avuto un'impressione diretta del temperamento suscettibile del Re, Uchimura gli offre le Pietre di Rosemarin per uno scambio e, dopo averle usate per allontanare il coccodrillo gigante domestico del Re, quest'ultimo accetta. Tuttavia, concede al Regno dei Demoni una settimana per consegnarle a quote quasi impossibili. Per soddisfare queste richieste, Uchimura spinge le sue capacità organizzative al limite, solo per scoprire in seguito che il Re della Furia ha improvvisamente annullato il suo ordine perché sta ottenendo le stesse pietre a un prezzo notevolmente ridotto dal mercante locale Butagarian. Ciò influisce sulle entrate commerciali e sul morale nel Regno dei Demoni, facendolo sprofondare in un vortice di sensi di colpa per il suo presunto fallimento. Dopo un rimprovero da parte del Re dei Demoni per essersi arreso così presto, viene "invitato" da Ulmandra a una cena, solo per vedere l'atmosfera romantica rovinata da Orle. Tuttavia, la loro fiducia in lui ripristina lo spirito di Uchimura, che decide di indagare e risolvere la questione. |                  |         |
| 7  | I requisiti per diventare un mercante di prima classe 「流の商人の条件」 - Ichiryū no Shonin no Jōken | 17 febbraio 2025 |         |
| 7  | Dopo alcune analisi, Uchimura scopre che le Pietre di Rosemarin vendute alla Terra dell'Oro da un altro fornitore sono state rubate dai villaggi del Regno dei Demoni che le avevano ricevute originariamente per proteggere i loro raccolti. Sorvegliando un insediamento ancora intatto, coglie i ladri sul fatto, ma li lascia andare, perché ha teso un'altra trappola al loro cliente con delle pietre finte. Quando Bugatarian visita di nuovo il Re della Furia, viene arrestato e processato per il suo sotterfugio, con Uchimura come testimone materiale. Il Re della Furia condanna a morte Butagarian, ma Uchimura chiede clemenza, sottolineando che Butagarian è un mercante ben collegato che è in grado di procurarsi forniture rare da nazioni che altrimenti proibiscono il commercio con i loro vicini, inclusa la Terra dell'Oro. Il Re della Furia perdona Butagarian e Uchimura rivela di aver anche scoperto che il mercante ha una grande famiglia di bambini adottivi, orfani di guerra che ha accolto, e gli concede il permesso di commerciare le Pietre di Rosemarin legalmente. Grato per la magnanimità, Bugatarian a sua volta rivela a Uchimura che qualcosa di sinistro si sta agitando nella gilda commerciale del Regno dei Demoni. |                  |         |
| 8  | Calare la lama della giustizia su un'organizzazione corrotta! 「腐敗組織に正義のメスを!」 - Fuhai Soshiki ni Seigi no Mesu o! | 24 febbraio 2025 |         |
| 8  | Con i prezzi dei beni essenziali che continuano a salire a livelli insostenibili, Uchimura decide di incontrare Viper Lordpent, capo della gilda commerciale, per indagare sulla situazione. Sylphid lo accompagna (sempre sotto l'identità di Belinda) e, mentre incontrano Viper, Uchimura è sorpreso di scoprire che sono fratelli, con Viper che è per metà Nāga a causa delle difficoltà razziali degli elfi nel procreare tra i loro simili. Sylphid rivela che i suoi parenti sono totalmente corrotti e avidi, motivo per cui ha reciso i legami con il suo clan. Mentre considerano il loro prossimo passo, vengono avvicinati da una giovane ragazzina elfica di nome Neia, che afferma di essere stata la schiava di Lordpent e di essere scappata per cercare aiuto da Uchimura. Rivela che Viper ha diffuso false voci per far salire i prezzi e accumulato grano per venderlo in piccole quantità per il massimo profitto. Agendo su queste informazioni, Uchimura chiede un controllo di emergenza presso la gilda, ma non trova prove delle pratiche subdole di Viper. In seguito si scopre che Neia è stata piazzata con Uchimura come talpa per condurlo in errore, con i suoi genitori tenuti in ostaggio da Viper per assicurarsi la sua collaborazione. Mentre Uchimura riflette su cosa fare, Ulmandra torna da una sua missione riguardante un'incursione di massa di viverne, che gli fa venire un'idea. |                  |         |
| 9  | Delitto e castigo di un mercante corrotto 「悪徳商人の罪と罰」 - Akutoku Shōnin no Tsumi to Batsu | 3 marzo 2025     |         |
| 9  | Uchiumura rivela agli altri quattro generali come intende usare la carne di viverna affumicata per risolvere il problema della carenza di cibo, ma Sylphid gli impedisce di dire di più. Quando Neia cerca di trovare altri indizi, Sylphid la coglie sul fatto, costringendola a scappare e a riferire a Viper. Per superare in astuzia Uchimura, Viper progetta di spedire il grano che la gilda ha accumulato ai mercati del Regno dei Demoni, ma al castello del Re dei Demoni Uchimura dice a Sylphid che sa che Neia è una spia di Viper dietro costrizione e inizia a implementare un cambiamento nei suoi piani. La mattina dopo, Viper è sorpreso di apprendere che l'Esercito dei Demoni ha iniziato a distribuire le sue razioni di grano. Sylphid affronta il suo fratellastro, spiegando che l'Esercito dei Demoni ha ottenuto il grano con l'aiuto dei nuovi contatti falsificati di Uchimura in cambio della carne di viverna, distruggendo così le speranze di profitto di Viper; e dopo che Uchimura e Neia hanno rivelato la spietatezza di Viper agli altri mercanti, questi viene deposto come capo della gilda e arrestato. Uchimura pone Neia nella sua squadra, dopo aver stretto un patto con suo padre in cambio del ritardo della spedizione di grano di Viper. Ma subito dopo queste felici notizie, un enorme sciame di viverne sta invadendo il Regno dei Demoni. |                  |         |
| 10 | Sword and Shield 「剣と盾」 - Sōdo Ando Shīrudo | 10 marzo 2025    |         |
| 10 | Uchimura, i suoi assistenti e Ulmandra si recano a Demon Fort, una fortezza di confine attualmente sulla traiettoria delle viverne. Uchimura nota rapidamente le tensioni tra le fazioni che compongono l'Armata: i demoni che usano la magia e i semiumani non magici. Dopo aver analizzato la situazione, Uchimura scioglie le unità miste composte da membri di entrambe le fazioni per aumentarne l'efficienza complessiva in combattimento, consentendo loro di respingere più facilmente le incursioni delle viverne senza intralciarsi a vicenda. Migliora anche la logistica, ma si rende conto che gli attacchi alla fortezza sono troppo coordinati. Proprio in quel momento, viene a sapere che le viverne hanno improvvisamente iniziato ad attaccare altre due fortezze di confine. Ulmandra cerca di respingerli, ma viene gravemente ferita nel tentativo. |                  |         |
| 11 | Una battaglia senza eroi 「英雄のいない戦い」 - Eiyū no Inai Tatakai | 17 marzo 2025    |         |
| 11 | Preoccupato per gli attacchi delle viverne e per i suoi aiutanti sul campo a supervisionare la difesa, Uchimura si sforza quasi fino allo sfinimento, finché un rimprovero del Re dei Demoni non gli fa capire la sua follia. Con la mente schiarita da una notte di sonno, capisce che le viverne stanno attaccando principalmente per rapire le donne, soprattutto le demonesse, ed escogita un piano per usarle come esca. Con questa strategia, la successiva incursione delle viverne viene sventata con successo; ma poi si scopre che i mostri erano semplicemente dei raccoglitori di cibo per un altro mostro gigantesco chiamato Calamità. Ma proprio mentre la Calamità si solleva e sta per attaccare, il Re dei Demoni arriva e uccide la creatura, ponendo fine alle incursioni. |                  |         |
| 12 | Come trovare la propria strada 「人生の見つけ方」 - Jinsei no Mi Mitsuke Kata | 24 marzo 2025    |         |

## Accoglienza
Entro dicembre 2024, la serie aveva oltre 450.000 copie in circolazione.